# Pontbrug

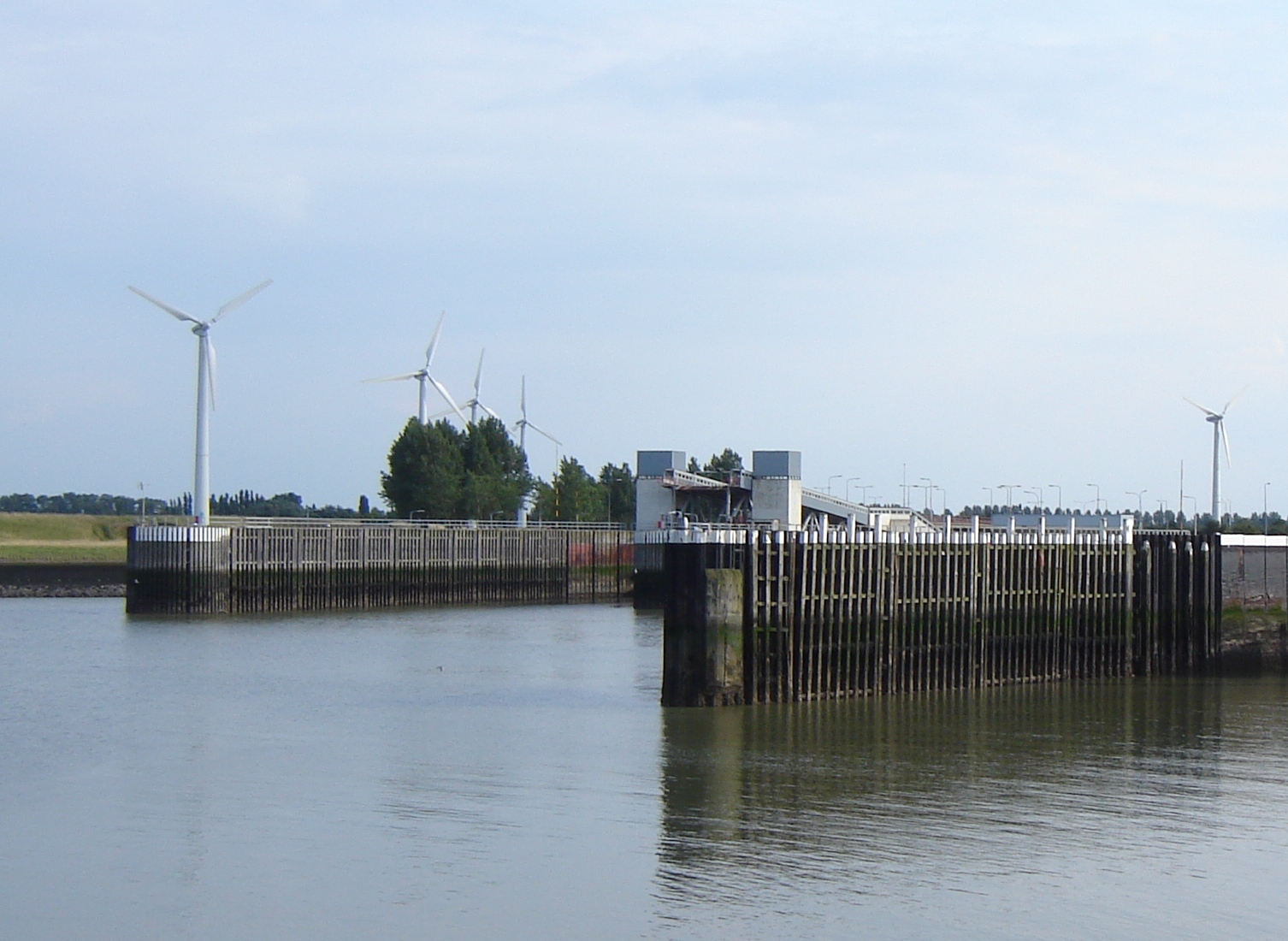
Pontbrug Perkpolder

De pontbrug is een beweegbare brug die wordt gebruikt bij aanlegplaatsen van ponten in gebieden met getijbeweging. Bij verschillende waterstanden voldoet een pont met een laadklep die naar beneden klapt niet. Vandaar dat de pontbrug is geïntroduceerd. Deze brug moet de wal met het schip verbinden, waar het verkeer dan overheen rijdt om zo de wal te bereiken
De pontbrug was te vinden bij de ponten over de Westerschelde Kruiningen - Perkpolder en Breskens - Vlissingen. Maar met de bouw van de Westerscheldetunnel zijn deze pontbruggen afgebroken. Hij is nu nog onder andere te vinden bij de pont van Den Helder naar Texel.
afzinkbare brug · basculebrug · draaibrug · hefbrug · kantelbrug · kraanbrug · oorgatbrug · ophaalbrug · opkrulbare brug · opvouwbare brug · pontbrug · pontonbrug · rolbasculebrug · rolbrug · schipbrug · tafelbrug · valbrug · vliegtuigslurf · vlotbrug · zweefbrug